# Salvino Salvini (poeta)
Salvino Salvini (Firenze, 9 febbraio 1667 – Firenze, 29 novembre 1751) è stato un poeta e umanista italiano.

## Biografia
Dopo gli studi di filosofia a Firenze e di giurisprudenza presso l'Università di Pisa, fu iniziato alle lettere italiane e antiche dal fratello maggiore, il grecista Anton Maria Salvini. Nei suoi studi umanistici dimostrò assai presto un vivo interesse per la storia e la cultura della sua città natale e in particolare per la lingua fiorentina perché, come scrive lui stesso, i Toscani fondati sul beneficio del cielo, che donò loro il più gentil parlare d'Italia, trascurano i loro stessi beni, non osservando perfettamente l'esatta correzione, e non curandosi di aggiugnere alla fertilità, per dir così, del lor terreno la necessaria cultura, e a' lor componimenti l'ultimo pulimento.
L'impegno umanistico gli valse l'ammissione all'Accademia della Crusca che onorò con la pubblicazione, nel 1717, dei Fasti Consolari dell'Accademia Fiorentina che, nonostante sia rimasta incompleta, raccoglie numerose biografie dei membri dell'istituzione fondata da Cosimo I per la promozione e la diffusione del fiorentino. L'opera contiene numerose notizie biografiche inedite su personaggi del calibro di Michelangelo, Leonardo da Vinci e Galileo Galilei.
Nominato canonico, poi abate, presso il Duomo di Firenze compilò, anche in questo caso, una serie di biografie dei canonici più illustri che avevano fatto parte del capitolo di Santa Maria del Fiore. Superiore in poesia al fratello, per una maniera di scrivere spregiudicata dai rancidumi degli antichi e non viziata dalle alterazioni dei moderni, i suoi Sonetti (raccolti e pubblicati nel 1750) gli valsero l'ingresso nell'Accademia dell'Arcadia che il fratello non ottenne. Si scelse come nome arcadico quello di Criseno Elissoneo.
Per i meriti umanistici acquisiti a favore di Firenze e della sua cultura, il granduca Gian Gastone de' Medici lo nominò Console Perpetuo dell'Accademia Fiorentina e nel 1735 gli assegnò la cattedra di filosofia morale presso lo Studio Fiorentino di cui successivamente divenne rettore. Nel 1745 raggiunse l'apice della sua carriera di linguista nell'occupare la massima carica nell'Accademia della Crusca ovvero quella di arciconsole.